# Estação San José (Metro de Buenos Aires)
A Estação San José é uma das estações do Metro de Buenos Aires, situada em Buenos Aires, entre a Estação Independencia e a Estação Entre Ríos - Rodolfo Walsh. Faz parte da Linha E.
Foi inaugurada em 24 de abril de 1966. Localiza-se no cruzamento da Avenida San Juan com a Rua San José. Atende o bairro de Monserrat.